# Fluoresceina sodica
La fluoresceina sodica (o sale sodico della fluoresceina o uranina) è un composto organico e un colorante.
A temperatura ambiente si presenta come un solido rosso-bruno inodore, che emette un'intensa fluorescenza nella gamma 520-530 nm (di colore giallo-verde, molto caratteristica) quando viene eccitata da raggi ultravioletti a 254 nm e nella gamma del blu (465-490 nm).

## Usi
- Trattandosi di un colorante attivo anche ad elevatissime diluizioni, viene utilizzato in speleologia per individuare rami di corsi d'acqua sotterranei che, scomparendo nel sottosuolo per ricomparire altrove, diventerebbero problematici da seguire.

Per questo tipo di applicazione, una certa quantità di fluoresceina viene disciolta nel corso d'acqua che si addentra nel sottosuolo e, successivamente, si cercano corsi d'acqua che a loro volta sono stati colorati.
Il tempo che intercorre fra la dissoluzione e la ricomparsa a distanza può dare indicazioni sulla velocità del flusso.
- L'elevata fluorescenza della fluoresceina, anche in piccole tracce, viene sfruttata per rivelare minime quantità di sostanze (altrimenti incolori) su piastre per cromatografia su strato sottile.

Per questo utilizzo, si impiega una piastra ricoperta da materiale assorbente (usualmente allumina), impregnato di fluoresceina. Quando la piastra viene utilizzata per una separazione, le tracce delle sostanze separate cromatograficamente ne bloccano la fluorescenza e, in questo modo, la loro presenza viene rivelata da aloni non fluorescenti.
- La fluoresceina viene impiegata come indicatore visuale nelle determinazioni di alogenuri e tiocianati con il metodo di Fajans.
- Sempre sfruttando la sua fluorescenza, essa viene utilizzata nella fluorangiografia, soprattutto per indagini delle patologie retiniche.
- Rilevazione di macchie latenti di sangue.
- Repellente per squali.